# Giovanni Battista Cairati
Giovanni Battista Cairati (Cairate, XVI secolo – Goa, 1596) è stato un architetto italiano.

## Biografia
Originario della piccola città di Cairate, in Lombardia, iniziò a lavorare, intorno al 1560, al servizio dell'Ordine di San Giovanni di Gerusalemme e costruì fortificazioni a Malta e in Sardegna. Tornato a Milano, fu nominato ingegnere cittadino, e diresse e supervisionò le opere di fortificazione nella regione negli anni 1560-1570.
Nel 1577 entrò al servizio del re di Spagna delle Filippo II e nel 1583 fu nominato ingegnere capo in India dopo aver lavorato a Tangeri e nelle Azzorre in Portogallo. In questa veste, lavorò alla costruzione di fortificazioni in vari luoghi nell'Africa orientale e in India come Vasai, Malacca, Mannar, Hormuz, Mascate, Daman e Mombasa.
Intorno al 1593 progettò la fortezza di Forte Jesus nell'Africa orientale (attuale Kenya). Il forte, costruito tra il 1593 e il 1596 e ispirato ai modelli architettonici del Rinascimento italiano, è il suo ultimo lavoro conosciuto.

## Fortezze costruite o ricostruite da Cairati

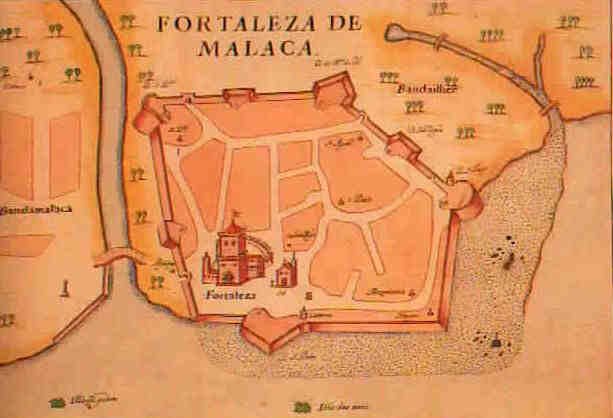
Forte di Malacca, Malaysia
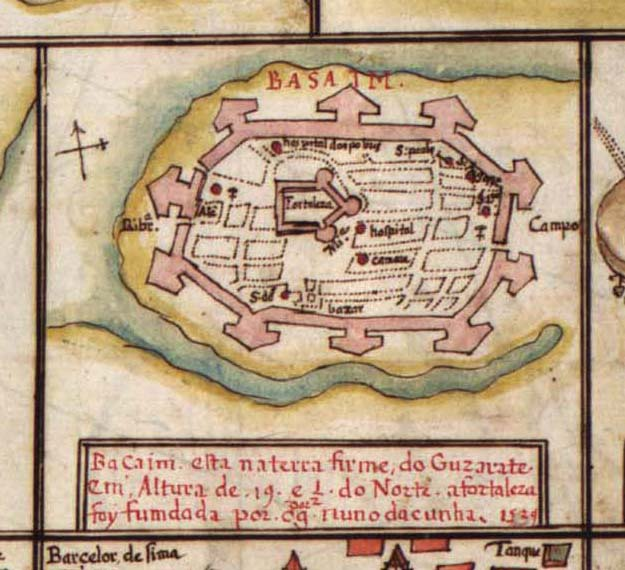
Fortezza di Vasai, India
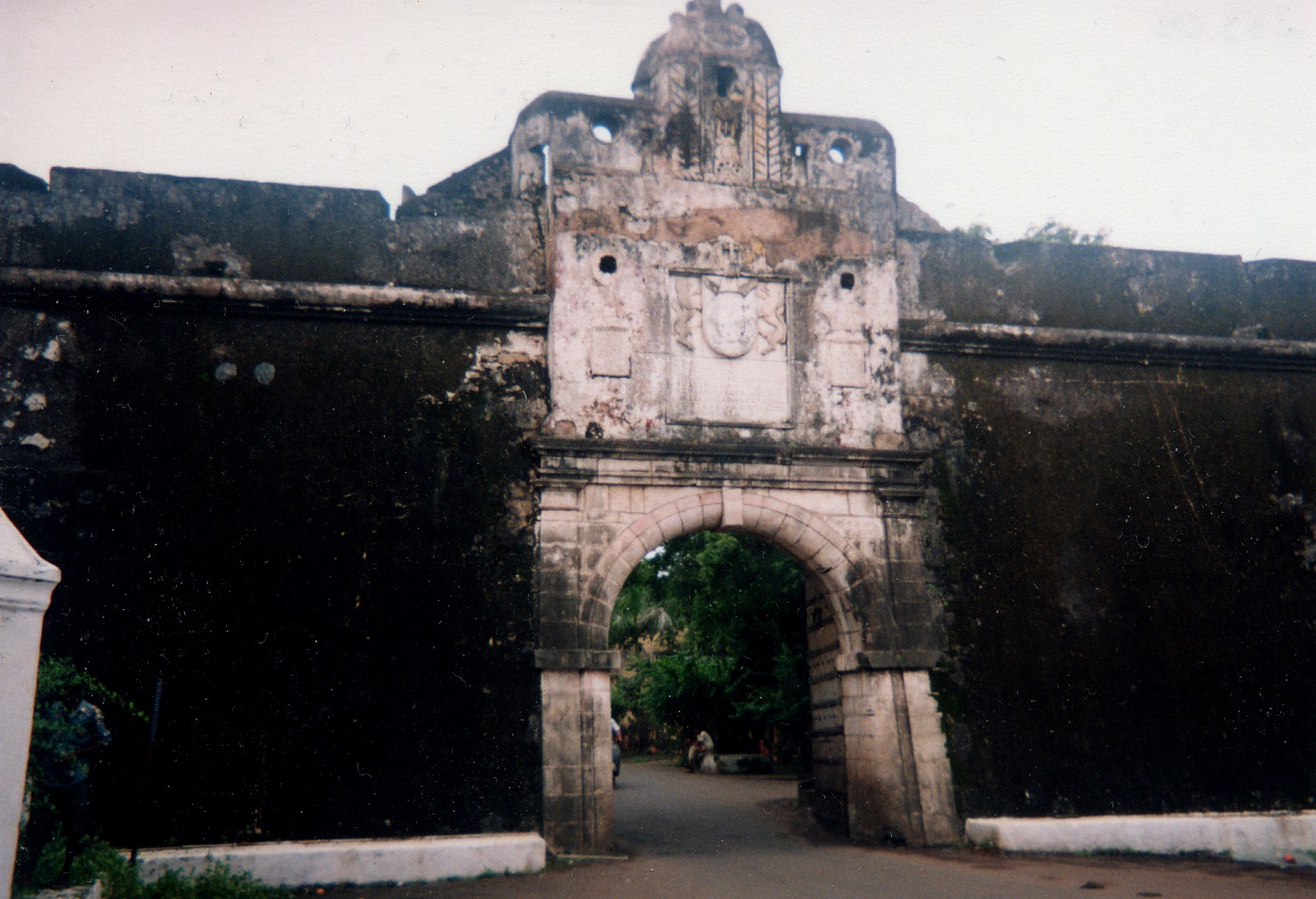
Daman, India
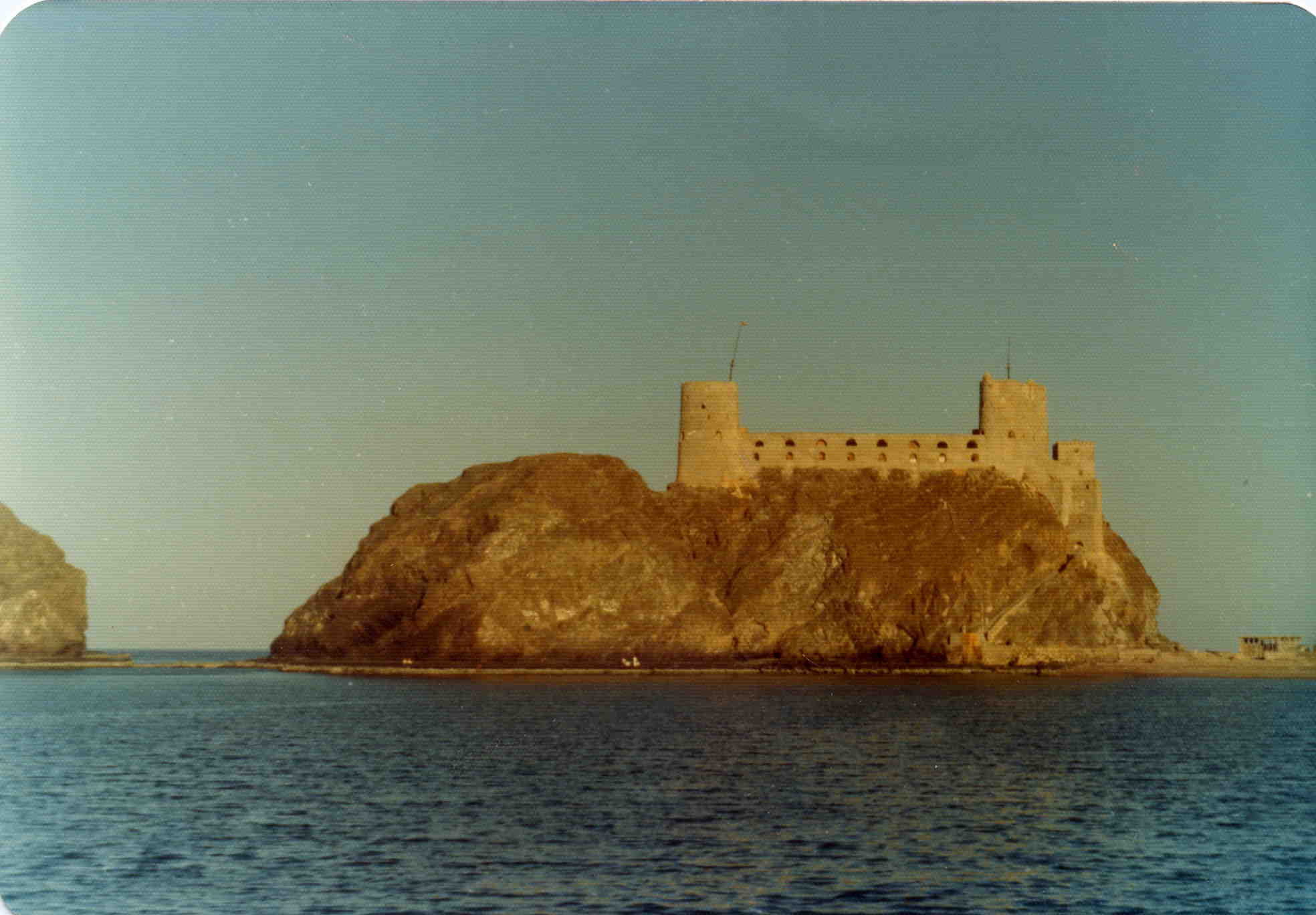
Fortezza di Mascate, Oman
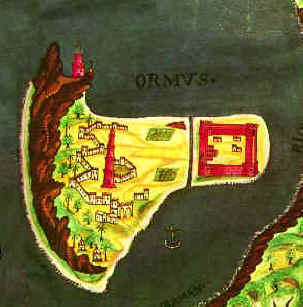
Forte di Hormuz
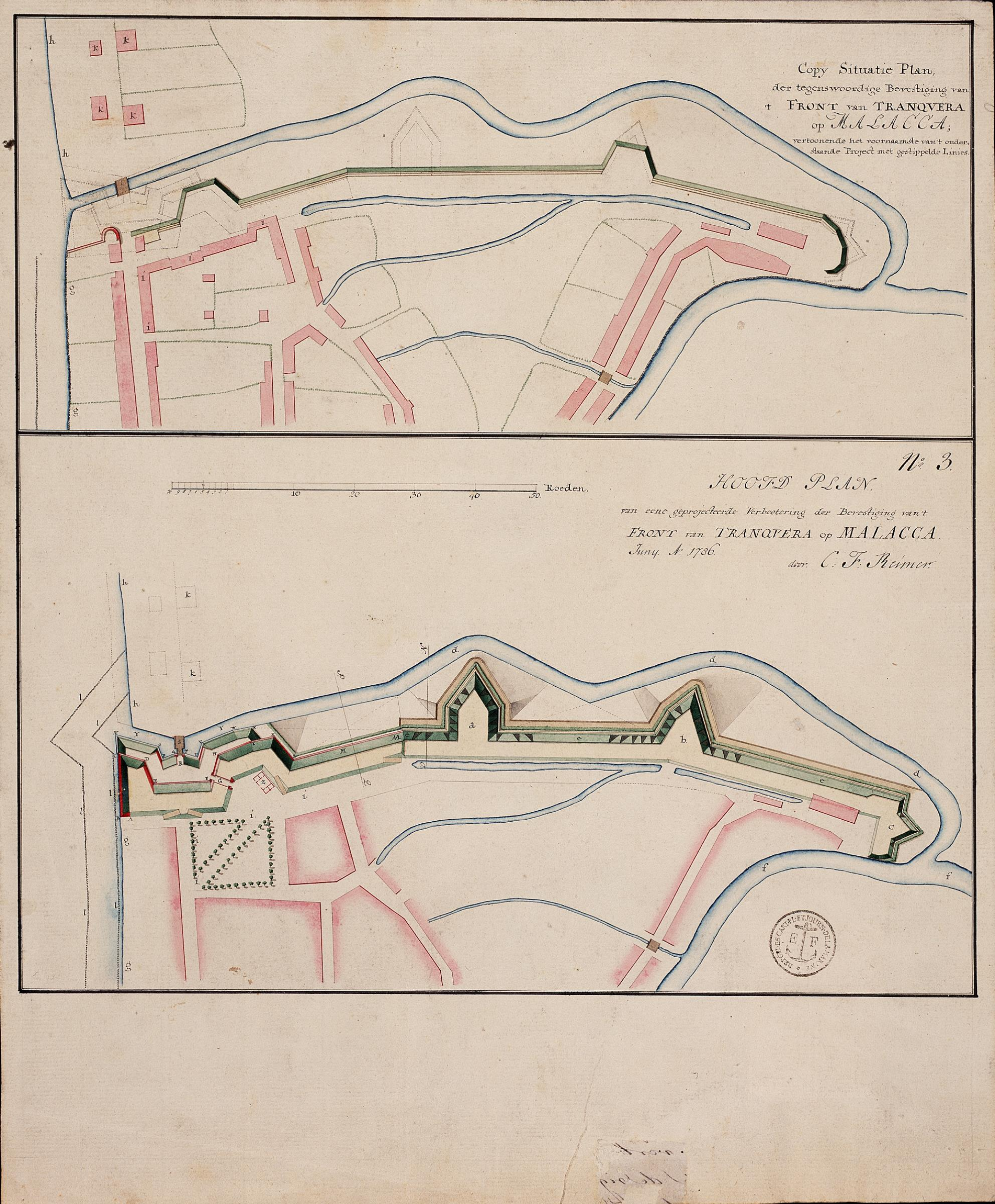
Forte di Malacca